# ثورن

صورة لحرف ثورن

ثورن (Þþ) هو حرف لاتيني يستعمل لنطق الثاء والذال. ويعتبر من حروف الأبجدية الآيسلندية. كان يستعمل في كتابة اللغة الإنجليزية القديمة المعروف باسم اللغة الأنجلو-ساكسونية (Anglo-Saxon)، وكذلك في بعض اللهجات الإنجليزية الوسطى، كما كان يستعمل في بعض اللغات الجرمانية أثناء العصور الوسطى. وقد تم التخلي عنه في اللغة الإنجليزية حاليا وتعويضه بالحرف المركب th.